# Ferdinando Galli da Bibbiena
Ferdinando Maria Galli, detto Ferdinando Galli da Bibbiena, o anche Ferdinando Galli Bibbiena, o ancora Bibiena (Bologna, 1657 – 1743), è stato un architetto, scenografo e trattatista italiano, della famiglia dei Galli da Bibbiena.

## Biografia
Formatosi a Bologna, studiò prima pittura poi quadratura e prospettiva, eseguendo, tra il 1674 e il 1675, sotto la guida di Giacomo Torelli, la scenografia per il teatro della Fortuna di Fano. 

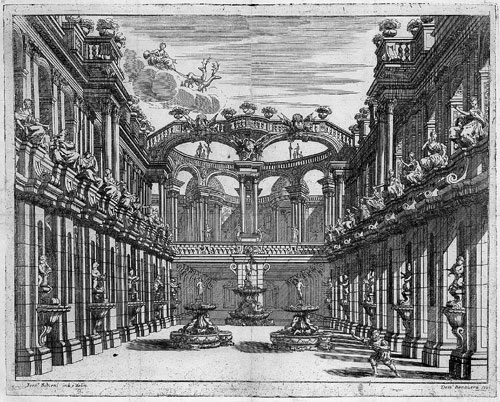
Una scenografia teatrale del Bibbiena, con l'utilizzo delle quinte prospettiche.

Attivo come decoratore già dal 1676, insieme al fratello Francesco lavorò a Mirandola, Modena e Novellara, eseguendo una serie di cicli ad affreschi tutti distrutti. Tra il 1678 e il 1684, realizzò le decorazioni del salone da ballo di Palazzo Fantuzzi a Bologna, con sulle pareti un loggiato, aperto verso un giardino, visto, su tre lati in prospettiva normale, mentre nel quarto improvvisamente scivola in una direzione angolata, come a ricollegare la sala con il monumentale scalone di Paolo Canali in corso d'opera.
Per ventotto anni, dal 1685 fino al 1708, fu al servizio di Ranuccio II e Francesco Farnese a Parma, dal 1687 come pittore e dal 1697 come «primo architetto ducale». Tra il 1685-87 eseguì gli affreschi e forse anche l'architettura dell'Oratorio della Beata Vergine del Serraglio di San Secondo e tra il 1687-90 la decorazione dell'Oratorio della Morte a Piacenza. Tra il 1687 e il 1700 costruì l'altare Buratti per Santa Maria degli Alamanni a Bologna e, a Soragna, progettò il teatro ed eseguì col fratello la decorazione di alcune sale della rocca Meli Lupi; nel 1687 e nel 1703 intervenne nella villa Paveri Fontana di Collecchio, ove decorò con l'aiuto di Francesco gli interni, ricostruì la facciata e progettò la monumentale fontana dei Tritoni.
Nel 1688 prese parte ai lavori di abbellimento e di riorganizzazione del teatro ducale parmense e di quello della Pilotta. Nel 1690 ristrutturò il collegio dei Nobili a Parma e progettò la facciata del Palazzo Rangoni Farnese. Negli stessi anni collaborò con Simone Moschino per l'ampliamento del Palazzo del Giardino. Tra il 1693-97 lavorò nel Palazzo Costa a Piacenza. Dal 1699 al 1708 diresse i lavori di ammodernamento della reggia e del giardino di Colorno, portati a termine da Giuliano Mozzani.

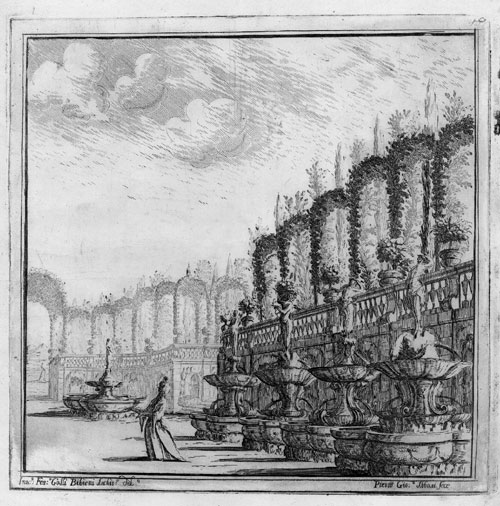
Scenografia per l'ambientazione di una scena in un giardino. Ancora una volta l'utilizzo delle quinte in scala ridotta permette di creare l'illusione della prospettiva

Nel 1708 si recò a Barcellona per sovrintendere agli spettacoli per le nozze di Carlo III d'Austria, il futuro imperatore Carlo VI, rientrando a Parma alla fine del 1711. L'anno successivo diede i disegni per la doppia volta del coro della chiesa di Sant'Antonio Abate, realizzando la volta inferiore forata da cui si può scorgere la decorazione della volta superiore. Dal 1712 al 1717 fu a Vienna, dapprima affiancando il fratello Francesco, che tornò in patria nel 1714. Qui, insieme al figlio Giuseppe, realizzò presso la corte imperiale memorabili scenografie come quella per la festa teatrale di Johann Joseph Fux su libretto di Pietro Pariati, Angelica vincitrice di Alcina, rappresentata all'aperto nel settembre del 1716 sulla peschiera della Favorita.
Nel 1717, per una malattia agli occhi, rientrò a Bologna, e realizzò i progetti per la specola dell'Istituto delle Scienze, nel 1720 quelli per lo scalone di palazzo Malvezzi, per la sala delle feste in palazzo Ranuzzi e per l'appartamento del gonfaloniere nel Palazzo pubblico. Nel 1726 fornì i disegni per il campanile di Santa Cristina della Fondazza. Dal 1719 eseguì, assieme al figlio Antonio, i lavori di restauro del teatro della Fortuna di Fano e tra il 1719-22 o restauri alla chiesa di San Giovanni Evangelista a Rimini e lavorando, tra il 1723-24, alla chiesa dei Teatini.
Nel 1727 progettò l'altare della chiesa del Rosario a Cento; del 1734 sono le coperture della chiesa parrocchiale di Villa Pasquali e in una cappella di Santa Maria Assunta a Sabbioneta, consistenti in grate curvilinee attraverso le quali si scopre il cielo dipinto.
Ammodernò, in stile barocco, il castello di Lisignano e, secondo alcune fonti, progettò la parrocchiale di Cadeo.
È autore di tre trattati di architettura e prospettiva. NeL'architettura civile preparata su la geometria e ridotta alle prospettive, del 1711, teorizza la veduta per angolo, espediente usato per la prima volta a Bologna da Marcantonio Chiarini nel 1694, che permette una visione della scena teatrale diversa da quella dell'epoca barocca in cui la scena del fondale era costruita secondo un punto di fuga su asse centrale, che se permetteva la continuità spaziale tra scena finta e sala reale, rendeva la veduta insoddisfacente per le valutazioni estetiche della prima metà del Settecento. Il nuovo sistema rendeva possibile creare un fondale teatrale, costruito attraverso una serie di direttrici prospettiche, indipendenti da quelle della sala, e inclinate rispetto ad esso, secondo un angolo variabile definito da linee diagonali, con al centro la visione per angolo di un edificio, da cui partono gli assi prospettici, verso due fuochi laterali ed esterni alla scena: in questo modo si riusciva ad avere sia una migliore visibilità da ogni punto della sala che una maggiore possibilità di elaborazione registica data dalla creazione di uno spazio infinito, al di là del proscenio, divenuto una semplice premessa, e non più parte integrante della scena teatrale.

## Scritti
- Ferdinando Galli Bibiena, L'architettura civile preparata su la geometria e ridotta alle prospettive. Considerazioni pratiche di Ferdinando Galli Bibiena cittadino bolognese, In Parma, Paolo Monti, Ferdinando Galli Bibiena, 1711. URL consultato l'8 marzo 2025.